# Галеото I Малатеста
Вижте пояснителната страница за други личности с името Галеото Малатеста.
Галеото I Малатеста (на италиански: Galeotto I Malatesta; * 1299, Римини, Папска държава; † 21 януари 1385, Чезена, Италия) е италиански кондотиер, господар на Римини (1372 – 1385), Пезаро (1372), Фано, Чезена (1376), Асколи Пичено и Фосомброне от рода Малатеста.

## Произход
Той е син на Пандолфо I Малатеста († 1326), господар на Пезаро и Римини, и на съпругата му Тадеа от Римини. Има един брат и една сестра:
- Малатеста II (* 1299, † 1364), господар на Пезаро (1326 – 1330, 1333 – 1340) и на Римини (1335 – 1363)
- Катерина (* ок. 1322, † ок. 1340), господарка на Мантуа като съпруга на Луиджи I Гонзага

## Биография
Заедно с брат си и фланкиран от кардинал Бертрандо дел Поджето, през 1333 г. Галеото се бие близо до стените на Ферара, но попада в плен. Освободен, той се присъединява към Ферантино Малатеста срещу папския легат и с обединените армии завладява територията на Римини. Скоро Ферантино заговорничи срещу Галеото, но последният го хвърля в затвора и се обявява за господар на града. Той обаче трябва да се бие с прокудения Ферантино и войната продължава до 1343 г. Император Лудвиг IV Баварски му отрежда територията на Фано.
През 1347 г. Галеото нахлува в Анконската марка и превзема Сенигалия, Анкона, а по-късно завладява Озимо, Йези и Орчано и скоро става господар на по-голямата част от провинцията. Той побеждава Джентиле да Молиано и Лонио дей Симонети близо до Фермо, като пленява Лонио.
През 1348 г. град Асколи Пичено дава командването на милициите на Галеото. Той му осигурява защита, опитвайки се в същото време да се направи господар на града. През 1349 г. сваля оръжие и прави поклонничество в Светите земи. След като се завръща в Италия, през 1351 г. е повикан от Луи Анжуйски в Неапол.
През 1353 г., заедно с брат си и голям брой въоръжени мъже, обсажда Фермо срещу Джентиле да Молиано. Но трябва да се втурне да защитава Римини, нападнат от Фра Мориале и неговите наемници. След това се бие с кардинал Еджидио Алборноз, легат на папа Инокентий VI, и си възвръща Фермо през 1353 г. Опитва да си вземе обратно Реканати от папския легат, но е отблъснат. Обсажда Патерно, който се разбунтува. Воюва с Родолфо II да Варано, но е пленен. След сключването на мира Галеото получава от Църквата викариата на Римини, Пезаро, Фано и Фосомброне.
През 1356 г. участва в кръстоносния поход срещу господаря на Форли. Побеждава Чезена и принуждава Фаенца да се предаде. Една година по-късно, през 1357 г., той окупира Чезена и обсажда Мурата, превземайки крепостта след месец, валидно защитавана от съпругата на Орделафи. След това превзема Кастелнуово и Бертиноро, но напразно обсажда Форли. Завладява Мелдола чрез предателство и през 1359 г. успява да накара Орделафи да капитулира пред Форли.
През 1360 г. е изпратен от легата в Болоня, заплашена от Бернабо Висконти. Потушава въстанията на Кориналдо и укрепва Болоня. След това, през 1361 г., е изпратен на територията на Парма и се връща с богата кражба на добитък.
Галеото напразно се опитва да завладее Луго, който не превзема поради дезертьорството на неговите наемници. Той носи необходимата помощ в Болоня и атакува враговете при моста Сан Руфило, побеждавайки ги, като взема голям брой пленници. Подкрепя войната още две години и след това поема върховното командване на Милицията на кралица Джована I Анжуйска.
През 1364 г., когато избухва войната между Флоренция и Пиза, той заменя своя племенник Пандолфо II в командването на флорентинските милиции. След като установявава лагер в Кашина, на шест мили от Пиза, е нападнат от Джовани Акуто, капитан на пизанците, но го побеждава, принуждавайки го да бяга от Пиза. Получава много почести от Флоренция, но не успява да извърши други подвизи, защото наемниците му се разбунтуват срещу него.
Връщайки се в Римини, наследява своя брат, който умира през 1364 г., в синьорията и все още управлява заедно с племенниците си Малатеста Унгаро и Пандолфо II. Запазва Фано за себе си. През 1368 г. отива в Падуа, където е отседнал император Карл IV, след което отива на служба на Йоан V Палеолог. През 1370 г. получава господството на Сансеполкро от папата. През 1372 г. в Авиньон е препотвърден като генерален капитан на църквата от папа Григорий XI.
Поради смъртта на племенниците си той централизира цялото господство на Малатеста около себе си. Помага на папата във войната срещу флорентинците, опитва се да си върне Урбино, но жителите на Урбино го отхвърлят. Превзема Кали, но е прогонен. През 1376 г. принуждава Чезена да остане верен на Църквата и завладява отново Сантарканджело. След като се завръща в Чезена, е отстранен от нея от кардиналския легат, който извършва там действия с прекомерна свирепост, поради което успява да я завземе отново през 1378 г., добавяйки господството на Бертиноро. През същата година получава управлението на Чезена от графа на Романя, от името на папата. Той установява форма на полк и отзовава изгнаниците.
За притежанието на Чезенатико Галеото трябва да води война срещу Гуидо да Полента, но с посредничеството на маркиза на Ферара сключва мир през 1381 г. Въпреки това две години по-късно отново се вдига на оръжие и Полента губи Сенигалия.
На територията на Равеня превзема Червия, Полента, Кулианело и Бастия, но е победен в Равена. Обратно в Римини, войната е продължена от синовете му, защото той умира през 1385 г.

## Тиранин в град Асколи Пичено (1348 – 1353)

### Призоваване на Галеото в Асколи Пичено
Галеото пристига в град Асколи Пичено през май 1348 г. и остава там до 1353 г. Той е призован от народа и е избран за Генерален капитан на градското оръжие за войната срещу Фермо. Неговата задача, след като вече е станал господар на Асколи, също е да защитава града, който е в много лоши условия след тиранията на неговия предшественик Алторачо – племенник на папа Климент VI, чумната епидемия, катастрофалните загуби, понесени във войната начело с врага Джентиле да Молиано, сушата, нашествието на скакалци, глада и някои щети от земетресение.
Народът от Асколи познава Галеото от войната срещу Фермо и има възможността да оцени военните му умения да се изправи срещу Джентиле да Мояно. Затова решава да разчита на него и на брат му Малатеста, известен като Малатестино. С помощта на посланици хората ги призовават да им се притекат на помощ, като предлагат на Галеото да бъде техен военачалник. Градските хроники съобщават, че по това време той е бил млад и амбициозен водач на наемници, женен през 1323 г. за младата Елиза дьо ла Вилет – първата му съпруга, племенница на провоста на марката Амелий дьо Лотрек. Галеото пристига в Асколи с брат си Малатестино и с голям брой войници и рицари и хората го провъзгласяват за защитник на народа на Асколи. Малатеста организира скромна, но способна армия и полк, съставен от планинци, и започва да преследва армията на Фермо.
През ноември 1348 г. той се сблъсква в Сан Северино с Джентиле да Молиано, който се оттегля към Фермо и оставя много затворници, провизии и ариергард в ръцете на асколанците. Галеото, горд от тази лесна победа, се завръща в Асколи и по пътя разграбва и подчинява замъците Марано, Кастиняно, Монте дел'Олмо и Карасай. Той също така окупира Сан Бенедето а Маре, днешен Сан Бенедето дел Тронто, благодарение на предателството на Пиеро Манчини, който продава града си срещу награда от 1000 златни флорина, платени от народа на Асколи. Също през същата година завоевателната кампания продължава с обсадата на град Офида, където Галеото лагерува с войските си. Той разруши пътищата, които водят към града и разшрушава акведукта, който захранва източниците извън стените. Хората от Офида се опитват да противодействат на силите на Малатеста със смели атаки, но за да избегнат страдания и кръвопролития, те се предават. В резултат на това по-нататъшно завоевание той се премести с армията си в Анкона и я окупира през нощта, без да срещне никаква съпротива от страна на народа. Според хрониките от онова време не може да се изключи, че може би те самите са поканили Малатеста да завладее града. Този успех изпълнява желанието на Малатеста да Верукио, който иска да доминира над Марка до река Тронто. Онова, което липсва, е град Фермо, който никога не е подчинен на господството на Малатеста, въпреки непрестанните опити да се делегитимира суверенитета на Джентиле да Молиано, който също е подкрепен от помощта на наемническата компания на Фра Мориале (Монреале д'Албарно).

### Укрепителни съоръжения, заговор срещу Галеото и арест на епископ Изако Бинди (1349)
Връщайки се в Асколи, Галеото построява крепостта близо до Порта Маджоре, на коритото на потока Кастелано, която е разрушена с неговото изгонване и впоследствие възстановена от Антонио да Сангало Млади. Укрепената структура все още носи неговото име днес: Форт Малатеста. Също през същата година той заповядва изграждането на друга крепост, която след реконструкцията „a fundamentis“, поръчана от папа Пий IV, се нарича Крепост Пия. Тя се намира в най-високата част на града – Пеласгическия хълм, и се радва на отлична стратегическа гледка. Той също така подрежда рововете, които заобикалят Асколи, укрепва градските стени и павира всички градски улици. Нуждата на Галеото да изгради укрепления с бързина възниква от съзнанието, че той знае, че народът на Асколи го гледа враждебно и не изпитва много съчувствие към злоупотребите, които той и армията му извършват срещу града.
Народът няма намерение да поеме тежестта на нова тирания и започва да крои поредица от конспирации и заговори срещу Галеото. Той обаче нарежда да екзекутират онези, които биха се опитали да направят опит за покушение на живота му. Екзекуциите са изключително демонстративни жестове като предупреждение към всеки, който се опитва да се изправи срещу него. Това допълнително подклажда жителите на Асколи срещу тиранина и предизвиква възмущението на бенедиктинския епископ на града Изако Бинди, който следи екзекуциите от прозорците си. Реакцията му е незабавна и след като облича одеждите си, той решава да отиде при Галеото и неговите офицери с намерението да се изправи срещу тях и публично да ги смъмри, но не успява, защото войниците на Галеото го нападат и го отвеждат в затвора във форта заедно с тримата му братя, като ги задържат там 11 месеца.
Народът на Асколи, който смята епископа за свой водач и единствен защитник, остава вцепенен пред лицето на такава бруталност и бяга, намирайки убежище в домовете си. Хората на Малатеста разграбват и затварят църквите и из целия град има атмосфера на ужас, докато стражите на тиранина претърсват, а постоянните патрули задушават всяка проява на бунт. Също през същата година Галеото оставя оръжието си и заминава за Палестина. Хрониките на Асколи също разказват за пътуването му до Римини и Божи гроб, което според Де Сантис трябва да се разбира повече като Сансеполкро близо до Арецо.

### Нова конспирация, въстание на планинските замъци и освобождение на епископа на Асколи (1350)
През януари 1350 г. Пиер Марино ди Джо ди Стефано, Джовани Джентилони от Болоня, Нотар Кола Андреа Бианкино ди Чичо ди Лелио, Санте с псевдоним Ронцоне и други заговорничат срещу Галеото, но заговорът се проваля, тъй като Лоцо ди Руджеро да Каша му донася за него и получава 100 златни флорина награда. Малатеста залавя заговорниците на 4 февруари 1350 г. и се отнася към тях особено жестоко. Той ги оставя да се влачат по улиците на града, висящи на опашките на четири коня, които се спират на главния площад, днешен пл. „Аринго“, където те са разчленени и набучени на пики.
Неговата тирания предизвика недоволство дори сред планинските замъци на района, които се разбунтуват: Монте Калво, Рока ди Аркуата дел Тронто, Куинтодечимо, Кокоша, Лишано ди Колото, Червара, Апиняно, Фолиняно и Акуасанта. За да успокои хората и планинците, Галеото на 6 април 1350 г. нарежда освобождаването на епископ Изако Бинди и на братята му, но в същото време прогонва много граждани от Асколи.
Докато е извън града, планинците се втурват към стените на Асколи, спирайки пред Порта Романа, и предизвикват битка, като викат: „Умри, умри, Галеото, да живее народът на Асколи“. В сблъсъка те са победени, много от тях са убити в битка, други пленени, някои успяват да избягат към Монте Полезио, а шестима са обесени на градската порта. Впоследствие Галеото организира и провежда наказателна експедиция срещу планинските бунтовници и, използвайки наемнически войски, напредва, за да установи своя щаб в Акуасанта. Оттук той извършва нападения в продължение на 14 дни, като убива и пленява.

#### Експедиции и завоюване на крепости и замъци, освобождение на Озимо (1351)
Само няколко дни след завръщането си от Акуасанта Галеото организира експедицията до Санта Витория, окупирана от милициите на Джентиле да Молиано, и завладява крепостта на 1 май благодарение на дезертирането на гвардейския корпус от 40 мъже, които напуска крепостта през нощта. По време на връщането от Санта Витория до Асколи Галеото, на 19 юни 1351 г., спира и лагерува в замъка Сан Пиетро, подчинявайки го на 21 юни. Продължавайки своята завоевателна работа, на 1 юли той превзема Куинцано, Кастелфиорито, Виндола, Рокафлувионе и други, които сключват мир с жителите на Асколи.
След като планинските бунтовници са потушени, Галеото се връща отново в Санта Витория, отново окупирана от Фермо, и след като я превзема отново, тръгва да се бие срещу замъка Сервиляно, където се намира Джентиле да Молиано с армията му. Молиано не се поддавана предизвикателството на Малатеста, съзнавайки превъзходството на съперника си и намира убежище във Фермо.
Галеото и народа на Фермо се сблъскват само няколко месеца по-късно в Озимо, когато градът, нападнат от Фермо, едва продължава да се съпротивлява. Народът на Асколи се притичва на помощ на Озимо и воден от Галеото, народът на Фермо вдига обсадата, за да избегне да попадне между двете милиции – тези на Озимо и на Асколи. Галеото е посрещнат като освободител на родината и установява своето господство над Озимо, поддържайки го до 1355 г. – годината на битката при замъка Падерно. Връщайки се от Озимо към Асколи, милициите на Малатеста спират, за да обсадят замъка Чивитанова Марке, където е барикадиран Руджеро, син на Джентиле да Молиано. Галеото получава предаването на замъка и води Руджеро и войските му в Асколи като пленници. На 20 април 1351 г. Галеото и жителите на Асколи обсаждат Монтефалконе, подчинен на Фермо; те си връщат знамето, откраднато от народа на Фермо три години по-рано, на 29 април 1348 г., когато пристанището на Асколи е превзето и унищожено.
През 1351 г. Галеото е повикан от Луи от Таранто в Неапол.

#### Мир с град Фермо
През юли 1351 г. Галеото и народът на Асколи сключват първия общ мирен договор с народа на Фермо. Трябва да се има предвид обаче, че това не разубеждава Галеото да разшири границите си и че експанзионистичните му цели продължават, като желанието му също е да завладее град Фермо.
Архиепископът на Милано Джовани Висконти, загрижен за целите на Галеото и за властта, която цялото семейство Малатеста има в Централна Италия, насърчава мирните преговори, които започват в Монтерубиано и завършват в Римини. Висконти, през юни 1351 г., изпраща трима от своите пратеници в Марке: рицаря Томазо ди Лампаняно, доктора Якопо Бофи и Николо дей Феи от Арецо, с мисията да доставят посолството си както в град Фермо, така и в това на Асколи. На 4 юли 1351 г. народите на Фермо и на Асколи се срещат в Монтерубиано и въпреки че не подписват окончателно мира, успяват да се споразумеят и да напишат 16 предварителни члена от преговорите. Според хрониките това се случва след щурма на Монтефалконе. Делегациите се срещат отново на 23 октомври 1351 г. в Римини, в двореца Малатеста, където постигат окончателни мирни споразумения. Договорът постановява, че страните считат за свои собствени замъците, завладени на техните територии, всяка от тях би отзовала прогонените или изселените граждани, на хората от Фермо също е разрешено да плават и да използват пристанището на Асколи, жителите на Асколи са признати за господстващи над пристанището на Асколи и около 4 км плаж между устието на Тронто и потока Раньола. Тези основни клаузи са последвани от други, свързани с Митарела, дъщеря на Мерченарио – синът на Роджеро, който е изкупен, Ломо да Йези, и предимствата на мира, на които градовете и замъците биха се радвали, като Сера де' Конти, Монтефалконе, Рипа, Чивитанова, Сан Джинезио, Монтегранаро, Торе ди Палме. Този договор е подписан за Фермо и неговите съюзници с подписа на Джентиле да Молиано и за Асколи от Галеото и брат му Малатестино. Копие от този акт се съхранява в Държавния архив на Асколи Пичено.

### Обсада и превземане на Петритоли (1352)
Мирът продължава около 40 години, през които Фермо и Асколи продължават да си съперничат. Само няколко месеца по-късно, през май 1352 г., Галеото Малатеста, начело на народа от Асколи от квартал Сант Емидио, се насочва към замъка Петритоли, който се намира на пътя между Асколи и Фермо, обсажда го, увреждайки неговия стени, и изгаря околностите и посевите. Оттук той се насочва към замъка Монте Видон, завладява го и народът на Асколи от квартал Сант Емидио го завладяват. По-късно те са заменени от тези от квартал Санта Мария Интервиенас.
Въпреки че Галеото съобщава за завоевания и териториални придобивки, хората от Асколи продължават да се възмущават от неговата тирания и с тези предпоставки Джамбатиста Джанлучо ди Антонио и Джакомо ди Маргерито ди Марсилио и може би други, които успяват да избягат от отмъщението на Малатеста, замислят нов заговор срещу него. Планът им се проваля и те са заловени, влачени из града и публично обесени. Също през 1352 г., февруари, Ван Леонардо ди Моналдо споделя същата съдба. Жестокостта на Галеото вече е измъчвала града и неговия епископ, който, наситен от тормоза и екзекуциите на Малатеста, моли папата да го премести в Акуила и е заменен от Павел I от Бацано.

### Въстание на Асколи и прогонване на Галеото (1353)
Галеото, нехаещ за ситуацията, продължава репресиите си и към планините и никога не става жертва на многобройните засади срещу него. Все пак, предвид неблагоприятните условия, той решава да намери убежище в града, като се барикадира вътре в крепостта. Хората се надигат и атакуват укреплението, докато не го завладяват. В този сблъсък са убити много доверени мъже, защитаващи Галеото, а някои успяват да се спасят, като бягат през моста Чеко, който по-късно е наречен още „мостът на нападенията“. Този епизод кара Галеото да реши да изостави Асколи окончателно и с онова, което остава от армията му, се оттегля на север и никога повече не се връща.
През 1353 г., заедно с брат си и голям брой въоръжени мъже, той обсажда Фермо срещу Джентиле да Молиано. Но той трябва да се втурне да защитава Римини, нападнат от Фра Мориале и неговите наемници. След това се бие с кардинал Еджидио Алборноз, легат на папа Инокентий VI, и си връща Фермо през 1353 г. Той се опитва да си върне Реканати от папския легат, но е отблъснат. Обсажда Патерно, който се разбунтува. Бие се срещу Родолфо да Варано, но е пленен. След сключването на мира получава от Църквата викариата на Римини, Пезаро, Фано и Фосомброне.

### Обсада и поражение на замъка Падерно
Галеото обсажда замъка Падерно в контадо Анкона, днешен Патерно, на 29 април 1355 г., който се бунтува срещу емисарите му, които изискват плащането на някои данъци. Малатеста, с присъствието на над 600 кавалеристи, и хората от Анкона, създава лагер, заобиколен от стени, до които може да се влезе през една-единствена, лесно защитима и контролирана порта. Родолфо да Варано ди Камерино, гонфалониер на Църквата и лидер на антималатестаните, с около 800 конници нахлува в лагера, окупира го и го губи два пъти. Той проучва третия опит за атака, като се разполага на хълм, от който лагерът няма защитна стена, и атакува портата по същото време. Галеото се оказва обкръжен и е заловен два пъти от враговете си и два пъти освободен от своите конници. Докато се опитва да избяга, конят му е улучен и умира, а той е ранен и заловен, като принуден да влезе в затвора. Еверард фон Ансторп има честта да го плени и получава награда от 200 флорина. В селището Патерно, в памет на тази победа над Малатеста, е осветен параклис на Сан Джакомо, който не е запазен днес. Затворникът е отведен в Губио в присъствието на кардинал Алборноз, който не го освобождава веднага, а го поверява на Никола Ачайоли, велик сенешал. Впоследствие Галеото и Родолфо да Варано сключват мир и се озовават заедно в папската процесия на папа Урбан V. След сключването на мира Малатеста получава от Църквата викариата на Римини, Пезаро, Фано и Фосомброне.

## Брак и потомство
Жени се два пъти:
∞ 1. 7 ноември 1323 за Елиза дьо Ла Вилет († 28 август 1366), дъщеря на Гулиелмо, господар дьо Ла Вилет, племенница на Амелио ди Лотрек, маркграф на Анконската марка, от която има една дъщеря:
- Ренгарда Малатеста († декември 1366), ∞ за Мазо Тарлати, син на господаря на Пиетрамала Тарлато Тарлати от Арецо

∞ 2. 1367 за Елизабета да Варано, дъщеря на Родолфо II да Варано, господар на Камерино, и на Камила Киавели, от която има пет сина и четири дъщери:
- Карло I Малатеста (* 5 юни 1368, † 13 септември 1429, Лонджано), кондотиер, от 1385 господар на Римини, Фано, Чезена и Фосомброне; ∞ 1386 г. за Елизабета Гонзага († 1432), дъщеря на Лудовико II Гонзага, от която няма деца
- Томаза Малатеста, ∞ 1350 за Джакомо Пеполи (* ок. 1315, † 23 септември 1367), господар на Болоня от 1347 с брат си Джовани, син на господаря на Болоня Тадео Пеполи
- Маргерита Малатеста (* 1370, † 28 февруари 1399), ∞ 1393 за Франческо I Гонзага (* 1366, † 1407), капитан на народа на Мантуа, син на Луиджи II Гонзага, от когото има син и дъщеря
- Джентиле Малатеста († ок. 1450), ∞ 1397 за Джангалеацо Манфреди (* ок. 1375, † 16 октомври 1417), господар на Фаенца, от когото има четирима сина и две дъщери
- Ренгарда Малатеста († септември 1434), ∞ ноември 1397 за Гуидантонио да Монтефелтро (* 1378, † 21 февруари 1443), херцог на Урбино (1403 – 1433), син на херцога на Урбино Антонио да Монтефелтро, от когото няма деца
- Андреа Малатеста, наречен Малатеста (* 30 октомври 1373, † 1416), кондотиер, господар на Чезена; ∞ 1. 1390 за Ренгарда Алидозио († септември 1401), дъщеря на Бертрандо Алидозио, господар на Имола, и на съпругата му Елиза Тарлати, от която има един син и две дъщери 2. за 1403 Лукреция Орделафи (* 1389, † 1404), негова роднина, дъщеря на Франческо (Кеко) III Орделафи, господар на Форли, и на съпругата му Катерина Гонзага, от която има една дъщеря 3. 1408 за Полисена Сансеверино ди Веноза († сл. 1430) от Веноза, дъщеря на Венцеслао Сансеверино, херцог на Амалфи, от която няма деца
- Николо Малатеста
- Галеото Новело Малатеста, наречен Белфиоре (* 5 юли 1377, замък Монтефиоре; † 15 август 1400, замък на Морталбодо), кондотиер, господар на Червия; ∞ април 1395 за Анна Да Монтефелтро († 28 април 1434), дъщеря на Антонио Да Монтефелтро, граф на Урбино
- Пандолфо III Велики (* 2 януари 1370, † 3 октомври 1427), кондотиер, господар на Фано; ∞ 1. за Паола Бианка Малатеста 2. за Антония да Варано 3. за Маргерита Гуиди ди Попи; има един син, както и трима извънбрачни синове

Има четири или пет извънбрачни деца:
- Гасперо Малатеста, ∞ Антония, дъщеря на Алмерико от Алмеричи от Пезаро
- Якопо Малатеста  († 15 декември 1399, Флоренция), женен
- Киара Малатеста, ∞ за Антонио Гуалди, син на Угучо Гуалди от Римини
- Дъщеря, ∞ 1376 за Лудовико де Мучоло от Балоки, господари на Монтенуово
- Гуроне Малатеста, 1407 потест на Апиро, вероятен син на Галеацо Велики от Римини

### Други
- Malatesta, Galeotto, в Dizionario di storia, Istituto dell'Enciclopedia Italiana, 2010
- Malatèsta, Galeòtto, на sapere.it, De Agostini
- Chapter 6. Rimini. Medlands
- Condottieri di ventura. Galeotto Malatesta

|  | Тази страница частично или изцяло представлява превод на страницата Galeotto I Malatesta в Уикипедия на италиански. Оригиналният текст, както и този превод, са защитени от Лиценза „Криейтив Комънс – Признание – Споделяне на споделеното“, а за съдържание, създадено преди юни 2009 година – от Лиценза за свободна документация на ГНУ. Прегледайте историята на редакциите на оригиналната страница, както и на преводната страница, за да видите списъка на съавторите. ВАЖНО: Този шаблон се отнася единствено до авторските права върху съдържанието на статията. Добавянето му не отменя изискването да се посочват конкретни източници на твърденията, които да бъдат благонадеждни. |